# McKenzie Coan
McKenzie Coan, née le 14 juin 1996 à Clarkesville (État de Géorgie), est une nageuse handisport américaine concourant dans la catégorie S7.

## Carrière
Diagnostiquée d'une ostéogenèse imparfaite en 2001, les médecins pensaient qu'elle ne pourrait jamais ni parler, ni marcher. Elle débute une thérapie par l'eau à l'âge de quatre ou cinq ans dans le cadre de sa maladie. McKenzie Coan fait ses débuts internationaux en 2009. Elle fait ses études à l'Université Loyola du Maryland.
McKenzie Coan est sélectionnée pour participer aux Jeux paralympiques de 2012 mais ne remporte aucune médaille. Elle termine 6e 400 m nage libre S8.
Aux Jeux paralympiques d'été de 2016, elle remporte trois médailles d'or sur le 50 m, le 100 m et 400 m nage libre S7 ainsi qu'une médaille d'argent sur le 4 × 100 m nage libre.
En juin 2019, elle signe un contrat avec Adidas qui décide la soutenir et de la financer jusqu'aux Jeux paralympiques d'été de 2020. Quelques semaines plus tard, lors des Championnats du monde handisport à Londres, elle remporte le 400 m nage libre S7 en 5 min 09 s 58, six secondes devant sa compatriote Ahalya Lettenberger. Elle est également médaillée d'or sur le 100 m nage libre S7.